# Prasinocyma marginepunctata
Prasinocyma marginepunctata är en fjärilsart som beskrevs av W. Warren 1903. Prasinocyma marginepunctata ingår i släktet Prasinocyma och familjen mätare. Inga underarter finns listade i Catalogue of Life.